# Raphael de Sousa
Raphael de Sousa (* 5. März 1993 in Luxemburg) ist ein momentan vereinsloser luxemburgischer Fußballspieler.

## Karriere

### Verein
Im Sommer 2012 wechselte de Sousa aus der U-19 des FC Metz zu Alemannia Aachen. Von 2012 bis 2014 absolvierte er 41 Partien in der Mittelrheinliga, für die zweite Mannschaft der Alemannia. Er stand einige Male im Kader der ersten Mannschaft, kam aber nie zum Zug.
2014 verließ er Aachen und wechselte in sein Heimatland zum F91 Düdelingen. In der höchsten Spielklasse in Luxemburg, der BGL Ligue gab er sein Debüt am 17. August 2014. Beim 0:0 gegen US Bad Mondorf kam er für die letzten zwei Minuten aufs Spielfeld. In seiner zweiten Saison konnte er mit Düdelingen die Luxemburger Meisterschaft gewinnen, wurde aber nach nur einem Einsatz in der Hinrunde zur Winterpause an den FC Victoria Rosport verliehen. Hier blieb er für insgesamt anderthalb Spielzeiten.
Zur Saison 2017/18 wechselte De Sousa zu Jeunesse Esch und nur ein Jahr später zu Ligarivale RM Hamm Benfica. Nach dem Abstieg Hamms aus der BGL Ligue ging er im Sommer 2019 weiter zu Etzella Ettelbrück. Hier gewann er gleich in seinem ersten Pflichtspiel den nationalen Ligapokal durch ein 2:0-Sieg gegen seinen Ex-Verein F91 Düdelingen. Im Sommer 2023 ging er dann für eine Spielzeit leihweise zum Zweitliga-Aufsteiger FC Lorentzweiler. Seit seiner Rückkehr im Juli 2024 ist De Sousa nun vereinslos.

### Nationalmannschaft
Zwischen 2008 und 2013 absolvierte de Sousa insgesamt 22 Spiele für diverse luxemburgische Jugendnationalmannschaften. Neben Freundschaftsspielen bestritt er auch sieben Partien in der Qualifikation zur U-21-Europameisterschaft 2013.

## Erfolge
- Luxemburgischer Meister: 2016
- Luxemburgischer Ligapokalsieger: 2019

## Sonstiges
Sein älterer Bruder Christophe de Sousa (* 1992) war ebenfalls Fußballer und spielte bis zu seinem Karriereende u. a. für Alemannia Aachen sowie US Bad Mondorf.